# Шарм-Сен-Вальбер
Шарм-Сен-Вальбе́р (фр. Charmes-Saint-Valbert) — коммуна во Франции, находится в регионе Франш-Конте. Департамент — Верхняя Сона. Входит в состав кантона Витре-сюр-Манс. Округ коммуны — Везуль.
Код INSEE коммуны — 70135.

## География
Коммуна расположена приблизительно в 280 км к юго-востоку от Парижа, в 60 км северо-западнее Безансона, в 36 км к западу от Везуля.
По территории коммуны протекают небольшие реки Онгль и Брёй.

## Население
Население коммуны на 2010 год составляло 48 человек.
| 1962 | 1968 | 1975 | 1982 | 1990 | 1999 | 2010 |
| ---- | ---- | ---- | ---- | ---- | ---- | ---- |
| 103  | 94   | 75   | 65   | 49   | 48   | 48   |

## Экономика

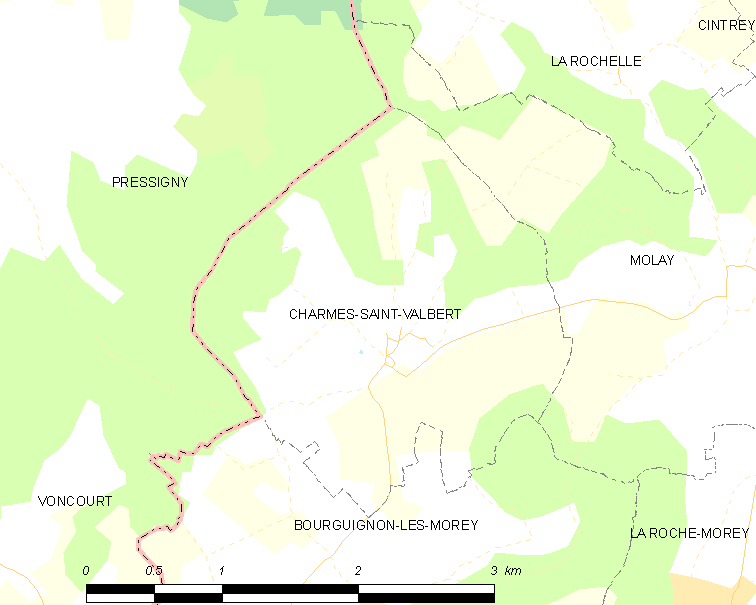
Карта коммуны

В 2010 году среди 25 человек трудоспособного возраста (15—64 лет) 18 были экономически активными, 7 — неактивными (показатель активности — 72,0 %, в 1999 году было 59,3 %). Из 18 активных жителей работали 15 человек (9 мужчин и 6 женщин), безработными было 3 (1 мужчина и 2 женщины). Среди 7 неактивных 0 человек были учениками или студентами, 6 — пенсионерами, 1 был неактивным по другим причинам.